# Hedychium menglianense
Hedychium menglianense là một loài thực vật có hoa trong họ Gừng. Loài này được Y.Y.Qian mô tả khoa học đầu tiên năm 2000.